# Каклиани (Дманисский муниципалитет, Кизылкилиса)
Каклиани (груз. კაკლიანი, азерб. Gəyliyən) — село в административном подчинении сельской административно-территориальной единицы Кизылкилиса, Дманисского муниципалитета, края Квемо-Картли республики Грузия со 100 %-ным азербайджанским населением. Находится в юго-восточной части Грузии, на территории исторической области Борчалы.

## История
Название села упоминается в исторических документах 1870 года, во время переписи населения, проведенного в данном регионе.

### Топоним
Некоторые историки связывают топоним села Каклиани (азерб. «Gəyliyən») с названием тюркского кочевого племени «Геклян» или «Гейлян» (азерб. Göklən или Göylən). В переводе с грузинского языка на русский, грузинский вариант названия села - Каклиани, означает - «Ореховый».

## География
Село расположено на Башкечидском плато, в 14 км к востоку от районного центра Дманиси, на высоте 1340 метров от уровня моря.
Граничит с городом Дманиси, селами Кизылкилиса, Бослеби, Шиндилиари, Гантиади, Джавахи, Тнуси, Далари, Бослеби, Сафарло (Лаклакашени), Мамишло (Вардзагара), Ангревани, Ваке, Земо-Орозмани, Квемо-Орозмани, Пантиани, Мтисдзири, Шахмарло, Иакубло, Дагарухло, Камарло, Кариани, Ормашени, Бахчалари, Ипнари, Квемо-Карабулахи, Земо-Карабулахи, Саджа, Патара-Дманиси, Диди-Дманиси, Вардисубани, Машавера, Укангори, Карабулахи и Кызыладжло Дманисского Муниципалитета.

## Население
По данным Государственного статистического комитета Грузии, согласно официальной переписи 2002 года, численность населения села Каклиани составляет 640 человек и на 100 % состоит из азербайджанцев.

## Экономика
Население в основном занимается овцеводством, скотоводством и овощеводством.

## Достопримечательности
- Средняя школа[7]

## Известные уроженцы
- Халаддин Ибрагимли - профессор;[7]
- Керем Маммадов - профессор;[7]
- Дурсун Курбанов- Красный диплом КрасГМУ.
- Мадад Джошгун (Исмаилов) - поэт, общественный деятель, член Союза журналистов СССР, член Союза писателей Азербайджана.
- Адалат Мадатоглу - поэт, политический деятель.

### УчастникиВОВ
Село известно также своими уроженцами, участниками Великой Отечественной войны:
| - Абдулла Кахраман оглы - участник ВОВ, погиб в октябре 1943 года. - Абдуллаев Ахмед Махмуд оглы - участник ВОВ, погиб в сентябре 1942 года. - Абдуллаев Кярим Мамед оглы - участник ВОВ, погиб в июле 1943 года. - Аллахверди Эйюб оглы - участник ВОВ, погиб в марте 1943 года. - Али Халил оглы - участник ВОВ, погиб в сентябре 1944 года. - Ахмед Мадат оглы - участник ВОВ, погиб в октябре 1941 года. - Байрам Наби оглы - участник ВОВ, погиб в августе 1942 года. - Веис Идрис оглы - участник ВОВ, погиб в августе 1942 года. - Гамид Иса оглы - участник ВОВ, погиб в январе 1942 года. - Гамид Наби оглы - участник ВОВ, погиб в июле 1942 года. - Гасан Исмаил оглы - участник ВОВ, погиб в июне 1942 года. - Джамал Абдулла оглы - участник ВОВ, погиб в декабре 1943 года. - Дурсун Курбан оглы - участник ВОВ, погиб в августе 1943 года. - Дурсун Магомед оглы - участник ВОВ, погиб в апреле 1943 года. - Дурсун Рустам оглы - участник ВОВ, погиб в апреле 1942 года. - Ибрагим Мехрали оглы - участник ВОВ, погиб в апреле 1942 года. - Мирза Мамед оглы - участник ВОВ, погиб в июне 1942 года. - Иса Исмаил оглы - участник ВОВ, погиб в июле 1942 года. - Исмаил Магомед оглы - участник ВОВ, погиб в сентябре 1941 года. - Гаджи Мамед оглы - участник ВОВ, погиб в апреле 1943 года. |  | - Гамбар Муса оглы - участник ВОВ, погиб в ноябре 1941 года. - Гулу Абдулла оглы - участник ВОВ, погиб в феврале 1943 года. - Курбан Байрам оглы - участник ВОВ, погиб в марте 1942 года. - Камал Абдулла оглы - участник ВОВ, погиб в сентябре 1941 года. - Кярим Осман оглы - участник ВОВ, погиб в марте 1942 года. - Мансур Мамед оглы - участник ВОВ, погиб в декабре 1942 года. - Махмуд Ахмед оглы - участник ВОВ, погиб в июле 1942 года. - Махмуд Наби оглы - участник ВОВ, погиб в январе 1943 года. - Мурсал Селим оглы - участник ВОВ, погиб в марте 1942 года. - Муса Союнкулу оглы - участник ВОВ, погиб в марте 1942 года. - Набиев Магомед Мамед оглы - участник ВОВ, погиб в марте 1942 года. - Надыр Самед оглы - участник ВОВ, погиб 6 октября 1945 года. - Паша Союн оглы - участник ВОВ, погиб в декабре 1944 года. - Сары Юсуб оглы - участник ВОВ, погиб в феврале 1942 года. - Сулейман Омар оглы - участник ВОВ, погиб в марте 1943 года. - Ходжа Абдурахман оглы - участник ВОВ, погиб в августе 1942 года. - Хыдыр Ахмед оглы - участник ВОВ, погиб в августе 1941 года. - Шамхалил Магомед оглы - участник ВОВ, погиб в октябре 1943 года. - Эмин Муса оглы - участник ВОВ, погиб в марте 1942 года. - Юнус Сулейман оглы - участник ВОВ, погиб в марте 1942 года. - Яхья Умбат оглы - участник ВОВ, погиб в октябре 1941 года. |